# Borek (Frýdštejn)
Borek je malá vesnice, část obce Frýdštejn v okrese Jablonec nad Nisou. Nachází se asi 3,5 kilometru jižně od Frýdštejna. Borek leží v katastrálním území Ondříkovice o výměře 2,49 km².

## Historie
První písemná zmínka o vesnici pochází z roku 1543.

## Pamětihodnosti
- Drábovna – skalní město